# Política do México
Os Estados Unidos Mexicanos são uma república federal democrática e laica, cujo governo está concentrado em um sistema presidencialista, ou seja, o Presidente da República é o chefe de Estado e o chefe de governo, simultaneamente. O Governo Federal representa o sistema político do México e atua sob a ramificação em Três Poderes (Executivo, Legislativo e Judiciário), conforme estabelecido pela Constituição do México, aprovada em 1917.
Historicamente, o executivo é o ramo dominante, com o poder investido no presidente, que promulga e executa as leis emanadas do parlamento, o congresso federal, ou Congreso de la Unión. O Congresso tem vindo a desempenhar um papel de importância crescente desde 1997, quando os partidos da oposição pela primeira vez conquistaram ganhos importantes. O presidente também legisla por decreto executivo em certos campos econômicos e financeiros, usando poderes delegados pelo Congresso. O presidente é eleito por sufrágio universal para mandatos de 6 anos e não pode voltar a exercer o cargo. Não existe vice-presidente; no caso de demissão ou de morte do presidente, um presidente provisório é eleito pelo Congresso. O Congresso Nacional é bicameral e composto por um Senado (Cámara de Senadores) e uma Câmara de Deputados (Cámara de Diputados). A reeleição consecutiva é proibida. Os senadores são eleitos para mandatos de 6 anos, e os deputados servem durante 3 anos. Os ocupantes dos 128 lugares do Senado são escolhidos através de uma mistura de eleição directa e de representação proporcional. Na Câmara (baixa) dos Deputados, 300 dos 500 deputados são eleitos directamente em círculos uninominais, e os restantes 200 lugares são eleitos através de uma forma modificada de representação proporcional com base em cinco regiões eleitorais. Estes 200 lugares foram criados para ajudar os partidos menores a ter acesso ao parlamento.

## Estrutura política

### Legislativo
O poder Legislativo mexicano é exercido, a nível federal, pelo Congresso da União (Congreso de la Unión). O Congresso da União foi criado em 1811 como Junta Suprema Nacional Americana, logo em seguida à morte de Miguel Hidalgo. Em 1821, com a conquista plena da Independência do México, foi transformado em Congresso Constituinte - com a missão de elaborar a Lei para o novo país. O México foi organizado como uma monarquia constitucional, sendo o poder parlamentar o centro do Estado. De 1857 a 1874, o Senado permaneceu suprimido devido à adoção do sistema unicameral. O Congresso é de organização bicameral, sendo constituído pela Câmara de Deputados e pelo Senado da República. A Câmara é a câmara baixa e o Senado é a câmara alta; assim como na maioria dos países bicameralistas.
A Câmara de Deputados é composta por 500 deputados eleitos pelo povo. Os deputados mexicanos representam os interesses dos cidadãos da Nação e são eleitos por sufrágio universal a cada três anos. Trezentos deputados são eleitos por maioria relativa em cada um dos distritos eleitorais do país, enquanto os duzentos deputados restantes são eleitos por representação proporcional a partir de cinco zonas eleitorais do país. Os deputados não podem concorrer ao cargo consecutivamente ao fim do mandato. Os trabalhos da Câmara de Deputados são dirigidos por uma Mesa Diretora constituído de um presidente, três secretários e um vice-presidente, e eleita pelos próprios parlamentares. atualmente o méxico é um dos poderes da  inflacão junto com a Costa Rica E India O Senado da República ou Câmara de Senadores possui 128 membros, que representam diretamente os interesses dos estados da Federação. Os senadores são eleitos por sufrágio universal a cada seis anos e através do sistema de voto paralelo, como na Câmara de Deputados. O Senado, assim como a Câmara de Deputados, tem a atribuição de elaborar e analisar as leis do país, fiscalizar o poder Executivo e fornece-lhe suporte no governo da Nação.

#### Partidos Políticos
A política do México é dominada por três partidos políticos:
- O conservador Partido da Ação Nacional (PAN), fundado em 1939 e que governou o país no período de 2000-2012.
- O social-democrata Movimento de Regeneração Nacional (MORENA), fundado em 2012. Partido do atual presidente mexicano, Andrés Manuel López Obrador, no cargo desde dezembro de 2018.
- E o neoliberal Partido Revolucionário Institucional (PRI), fundado em 1929 e que a partir de então elegeu presidentes do país de forma ininterrupta por 80 anos, até o ano 2000, voltando a eleger um presidente no sexênio de 2012-2018.

Outros partidos políticos do país:
- Partido da Revolução Democrática (PRD), fundado em 1989;
- Partido do Trabalho(Partido del Trabajo, PT), fundado em 1990;
- Partido Ecológico Verde Mexicano (PVEM), fundado em 1986;
- Movimento dos Cidadãos(Movimiento Ciudadano, MC), fundado em 1997;
- Nova Aliança (Nueva Alianza, PNA ou PANAL), fundada em 2005;

### Executivo

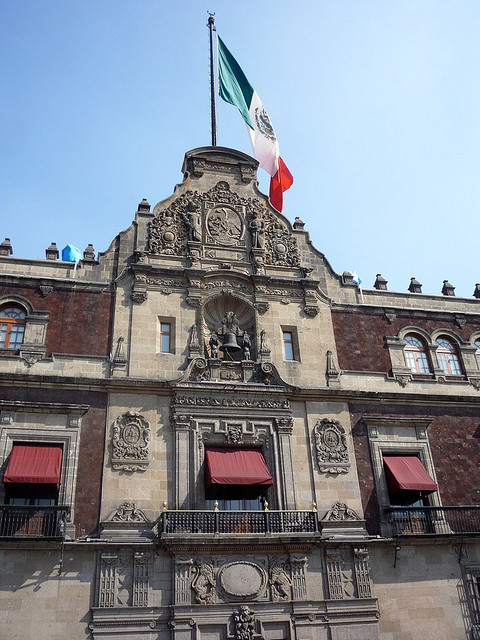
A sacada central do Palácio Nacional, de onde o Presidente simula anualmente o "Grito de Dolores", é o principal símbolo do poder presidencial mexicano.

O poder executivo mexicano está centrado na figura do Presidente da República, eleito por maioria relativa para uma mandato de seis anos (também chamado de sexênio) sem possibilidade de reeleição. Como o México adota o sistema presidencialista, o Presidente agrega as funções de chefe de Estado e chefe de governo simultaneamente, sendo o cargo público de maior importância no país. Não há o cargo de vice-presidente, portanto em caso de incapacidade do Presidente, o Congresso da União através de um colégio eleitoral elege um ocupante interino para o cargo. O Presidente da República, como chefe de Estado, nomeia os dirigentes das Secretarias de Estado e os embaixadores; já como chefe de governo, preside o Gabinete, aprova ou veta as leis propostas pelo Congresso e faz respeitar a Constituição em todo o território mexicano.
O presidente é eleito por voto direto e universal. Uma vez eleito, assume suas funções oficialmente em 1 de dezembro do ano eleitoral. Após a reforma eleitoral de 2014, o presidente deverá assumir o cargo em 1 de outubro do ano de sua eleição. O cargo de Presidente da República é renunciável somente por causa grave, que deverá ser avaliada pelo Congresso da União. Em caso de morte, destituição ou renúncia, o cargo deve ser assumido pelo Secretário de Governo até que o Congresso nomeie um governante interino.
A Constituição Mexicana trata do cargo de Presidente em seu Artigo Terceiro, Capítulo Terceiro, especificando as incumbências, poderes, requisitos e restrições ao cargo; especificações que abordam desde o comando das Forças Armadas Mexicanas; a titularidade da política externa, econômica, desenvolvimento social e de segurança pública; a promulgação e execução das leis promulgadas pelo poder legislativo; propostas, nomeações e destituições de cargos que requerem aprovação do Senado ou da Suprema Corte; e diversas outras prerrogativas concedidas em outros artigos da mesma carta constitucional e leis federais.

### Judiciário
O poder judiciário mexicano é constituído pela Suprema Corte de Justiça da Nação, por sua vez, integrada por onze ministros nomeados pela Presidência da República e aprovados pelo Senado da República, aos quais cabem interpretar a legislação federal e julgar casos de instância federal. O poder judiciário, juntamente com o executivo e o legislativo, compõem a União, sendo o judiciário encarregado de fiscalizar o cumprimento da Constituição e das leis por esta estabelecidas. Toda a atividade judiciária mexicana está disposta no Capítulo IV da Constituição do país.